# Gallegos (Segovia)
Gallegos ist eine Gemeinde (municipio) in der spanischen Provinz Segovia. Sie liegt im Süden der Autonomen Region Kastilien und León, an der Nordwestabdachung der Sierra de Guadarrama. Sie hat 93 Einwohner (Stand: 2024). 

## Geographie
Gallegos liegt etwa 28 Kilometer nordwestlich vom Stadtzentrum von Segovia in einer Höhe von ca. 1240 m. 
Gallegos befindet sich innerhalb der Zone des kontinentalen mediterranen Klimas.

## Bevölkerungsentwicklung
| Jahr      | 1970 | 1981 | 1991 | 2001 | 2011 | 2021 |
| Einwohner | 219  | 144  | 100  | 97   | 97   | 98   |

## Sehenswürdigkeiten

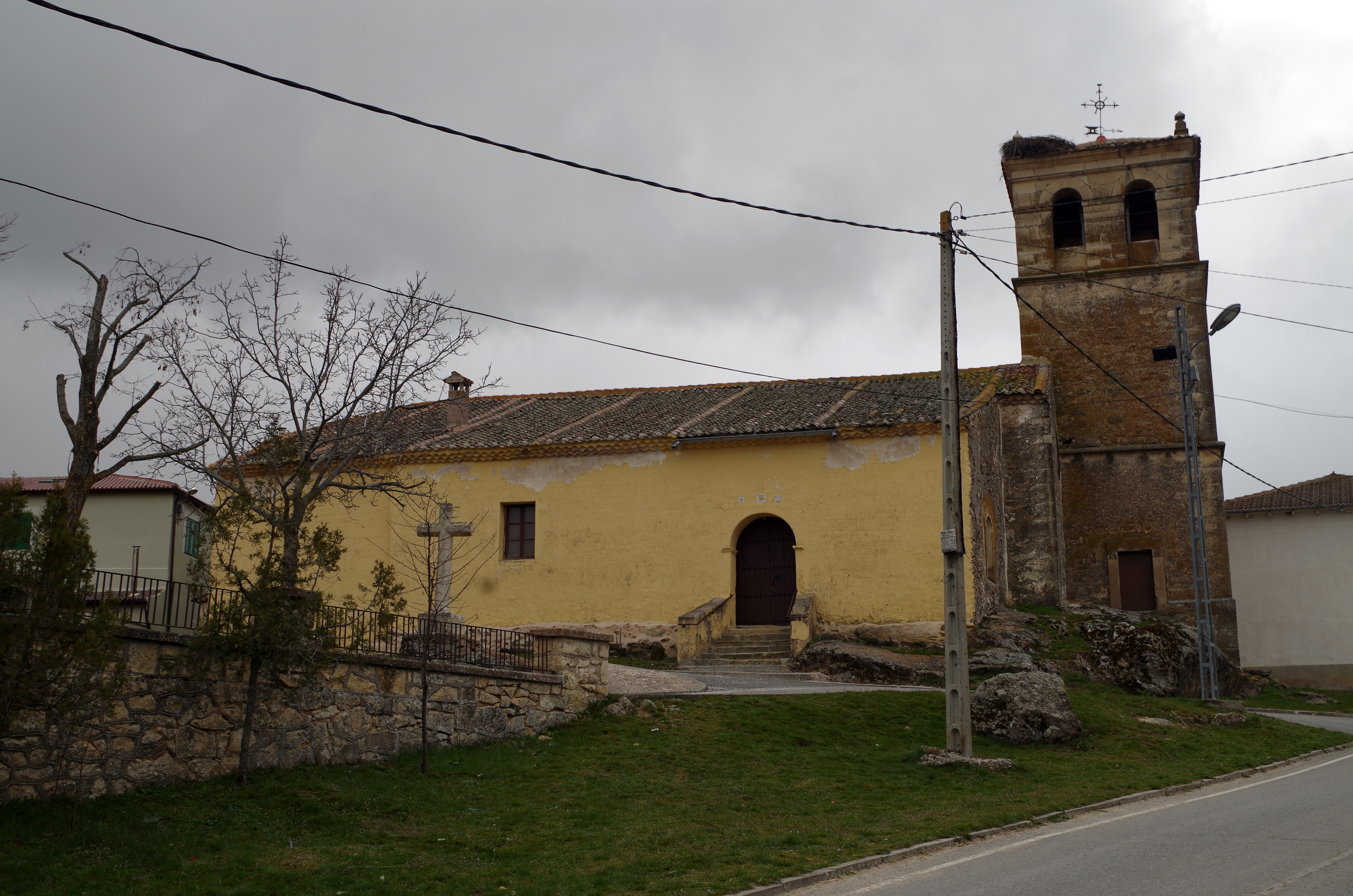
Johannes-der-Täufer-Kirche
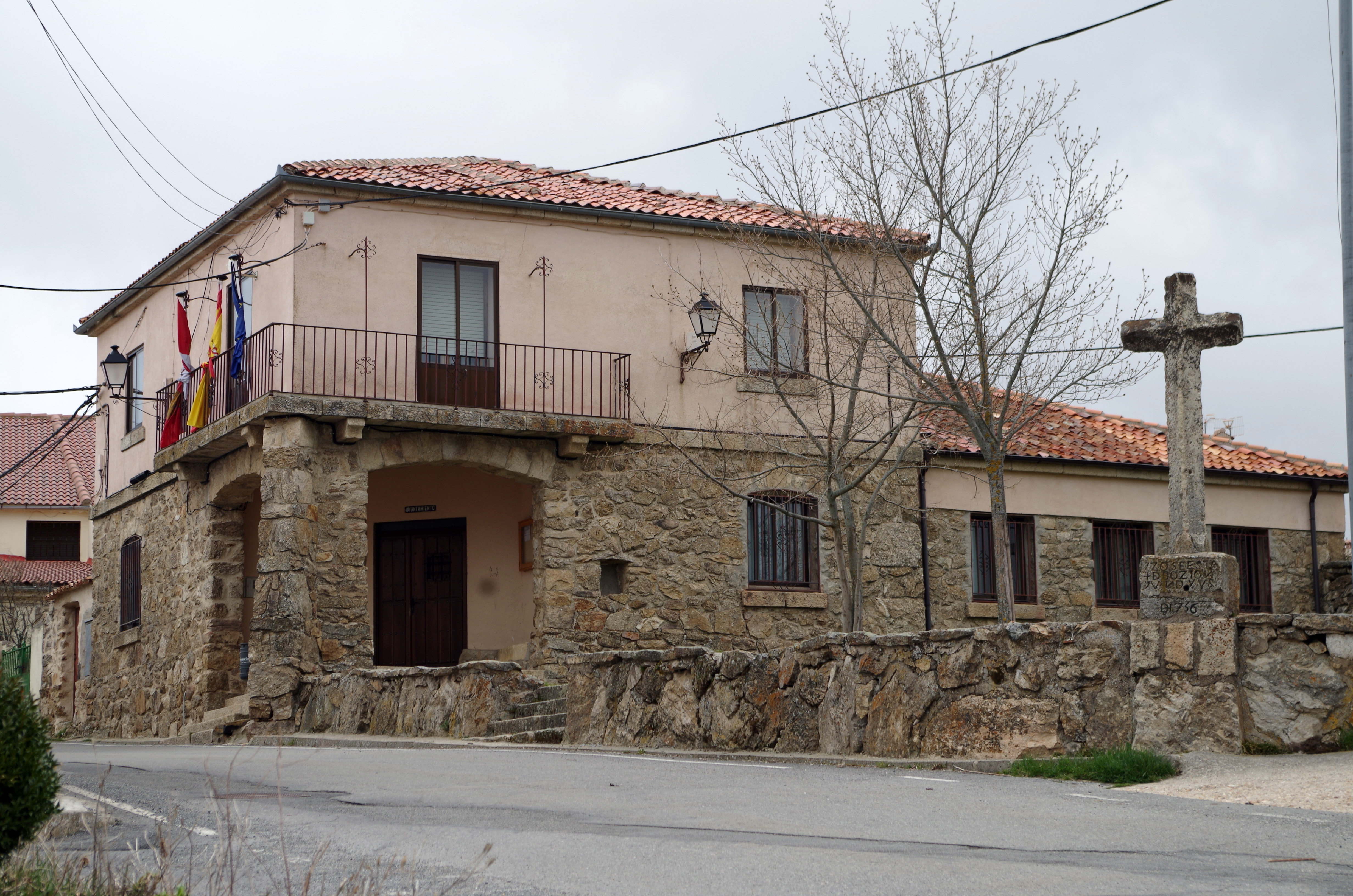
Turmruine

- Johannes-der-Täufer-Kirche
- Rathaus